# Kiss diskografi
Kiss diskografi omfattar bland annat 20 studioalbum.

## Album

### Studioalbum
- 1974 - Kiss
- 1974 - Hotter Than Hell
- 1975 - Dressed To Kill
- 1976 - Destroyer
- 1976 - Rock and Roll Over
- 1977 - Love Gun
- 1978 - Paul Stanley
- 1978 - Gene Simmons
- 1978 - Peter Criss
- 1978 - Ace Frehley
- 1979 - Dynasty
- 1980 - Unmasked
- 1981 - (Music From) The Elder
- 1982 - Creatures Of The Night
- 1983 - Lick It Up
- 1984 - Animalize
- 1985 - Asylum
- 1987 - Crazy Nights
- 1989 - Hot In The Shade
- 1992 - Revenge
- 1997 - Carnival Of Souls
- 1998 - Psycho Circus
- 2009 - Sonic Boom
- 2012 - Monster

### Livealbum
- 1975 - Alive!
- 1977 - Alive II
- 1993 - Alive III
- 1996 - Kiss unplugged
- 1996 - You Wanted the Best, You Got the Best
- 2003 - Kiss Symphony: Alive IV
- 2004 - Rock The Nation!
- 2006 - Alive 1975-2000 (Box set)
- 2008 - Alive 35!

### Samlingsalbum
- 1976 - The Originals
- 1978 - The Originals II
- 1978 - Double Platinum
- 1978 - Best of Solo Albums
- 1982 - Killers
- 1988 - Smashes, Thrashes & Hits
- 1996 - You Wanted The Best, You Got The Best
- 1997 - Greatest Kiss
- 2001 - Kiss Box Metal Plaque
- 2002 - The very best of Kiss
- 2004 - KISS Gold 1974-82
- 2008 - Kiss Best - Kissology
- 2008 - Ikons

## Filmmusik
- 1981: Endless Love – "I Was Made for Lovin' You"
- 1991: Bill & Ted's Bogus Journey – "God Gave Rock 'n' Roll to You II"
- 1993: Dazed and Confused – "Rock and Roll All Nite"
- 1994: Speed – "Mr. Speed"
- 1999: Detroit Rock City – "Shout It Out Loud", "Detroit Rock City", "Nothing Can Keep Me from You", " Love gun", Shock me", Calling Dr.love"
- 2001: Rock Star – "Lick It Up"
- 2007: Halloween – "God of Thunder"
- 2009: Paul Blart:Mall Cop- "Detroit Rock City"
- 2010: Gulliver's Travels - "Rock and Roll All Nite"

## DVD
- KISS Animalized Live and Uncensored
- KISS Exposed
- KISS Crazy Nights
- KISS X-treme Close-Up
- KISS Konfidential
- KISS Unplugged DVD
- KISS Psycho Circus 3D
- KISS-The Second Coming
- KISS Symphony
- KISS Rock The Nation Live! 2005
- Kissology Vol. 1 1974-1977
- Kissology Vol. 2 1978-1991
- Kissology Vol. 3 1992-2000

## Singlar
| Datum             | Namn                                                   | Album                                 |
| ----------------- | ------------------------------------------------------ | ------------------------------------- |
| 28 mars 1974      | "Nothin' to Lose"/"Love Theme From Kiss"               | Kiss                                  |
| 10 maj 1974       | "Kissin' Time"/"Nothin' to Lose"                       | Kiss                                  |
| 10 augusti 1974   | "Strutter"/"100,000 Years"                             | Kiss                                  |
| 22 oktober 1974   | "Let Me Go Rock N' Roll"/"Hotter Than Hell"            | Hotter Than Hell                      |
| 2 april 1975      | "Rock and Roll All Nite"/"Getaway"                     | Dressed to Kill                       |
| 10 juli 1975      | "C'Mon and Love Me"/"Getaway"                          | Dressed to Kill                       |
| 14 oktober 1975   | "Rock and Roll All Nite (Live)"                        | Alive!                                |
| 1 mars 1976       | "Shout It Out Loud"/"Sweet Pain"                       | Destroyer                             |
| 30 april 1976     | "Flaming Youth"/"God of Thunder"                       | Destroyer                             |
| 28 juli 1976      | "Detroit Rock City"/"Beth"                             | Destroyer                             |
| 1 november 1976   | "Hard Luck Woman"/"Mr. Speed"                          | Rock and Roll Over                    |
| 13 februari 1977  | "Calling Dr. Love"/"Take Me"                           | Rock and Roll Over                    |
| 1 juni 1977       | "Christine Sixteen"/"Shock Me"                         | Love Gun                              |
| 31 juli 1977      | "Love Gun"/"Hooligan"                                  | Love Gun                              |
| 14 oktober 1977   | "Shout It Out Loud (Live)"/"Nothin' to Lose" (Live)    | Alive II                              |
| 22 februari 1978  | "Rocket Ride"/"Tomorrow And Tonight" (Live)            | Alive II                              |
| 2 april 1978      | "Strutter '78"/"Shock Me"                              | Double Platinum                       |
| 1978              | "Hold Me, Touch Me"/"Goodbye"                          | Paul Stanley                          |
| 1978              | "New York Groove"/"Snowblind"                          | Ace Frehley                           |
| 1978              | "Radioactive"/"See You In Your Dreams"                 | Gene Simmons                          |
| 1978              | "Don't You Let Me Down"/"Hooked On Rock 'N Roll"       | Peter Criss                           |
| 1978              | "You Matter to Me"/"Hooked On Rock 'N Roll"            | Peter Criss                           |
| 20 maj 1979       | "I Was Made For Lovin' You"/"Hard Times"               | Dynasty                               |
| 30 september 1979 | "Sure Know Something"/"Dirty Livin'"                   | Dynasty                               |
| 1 juni 1980       | "Shandi"/"She's So European"                           | Unmasked                              |
| 1 november 1980   | "Tomorrow"/"Naked City"                                | Unmasked                              |
| 22 november 1981  | "A World Without Heroes"/"Dark Light"                  | Music from "The Elder"                |
| 13 oktober 1982   | "I Love It Loud"/"Danger"                              | Creatures of the Night                |
| 18 september 1983 | "Lick It Up"/"Dance All over Your Face"                | Lick It Up                            |
| 6 februari 1984   | "All Hell's Breakin' Loose"/"Young and Wasted"         | Lick It Up                            |
| 19 september 1984 | "Heaven's On Fire"/"Lonely is the Hunter"              | Animalize                             |
| 13 januari 1985   | "Thrills In the Night"/"Burn Bitch Burn"               | Animalize                             |
| 16 september 1985 | "Tears Are Falling"/"Any Way You Slice It"             | Asylum                                |
| 3 januari 1986    | "Uh! All Night"/"Trial By Fire"                        | Asylum                                |
| 18 augusti 1987   | "Crazy Crazy Nights"/"No, No, No"                      | Crazy Nights                          |
| 1 november 1987   | "Reason to Live"/"Thief in the Night"                  | Crazy Nights                          |
| 27 februari 1988  | "Turn on the Night"/"Hell or High Water"               | Crazy Nights                          |
| 11 oktober 1988   | "Let's Put The X In Sex"/"Calling Dr. Love"            | Smashes, Thrashes & Hits              |
| 3 mars 1989       | "(You Make Me) Rock Hard"/"Strutter"                   | Smashes, Thrashes & Hits              |
| 17 oktober 1989   | "Hide Your Heart"/"Betrayed"                           | Hot in the Shade                      |
| 5 januari 1990    | "Forever"/"The Street Giveth & The Street Taketh Away" | Hot in the Shade                      |
| 1 april 1990      | "Rise to It"/"Silver Spoon"                            | Hot in the Shade                      |
| 1992              | "God Gave Rock 'N' Roll To You II"                     | Revenge                               |
| 1992              | "Domino"/"Carr Jam 1981"                               | Revenge                               |
| 1992              | "I Just Wanna"                                         | Revenge                               |
| 1992              | "Everytime I Look at You"/"Spit"                       | Revenge                               |
| 1993              | "I Love It Loud (Live)"                                | Alive III                             |
| 1996              | "Rock And Roll All Nite (Unplugged)"                   | KISS Unplugged                        |
| 1997              | "Jungle"                                               | Carnival of Souls: The Final Sessions |
| november 1998     | "Psycho Circus"                                        | Psycho Circus                         |
| 1998              | "We Are One"                                           | Psycho Circus                         |
| 1998              | "I Finally Found My Way"                               | Psycho Circus                         |
| 1999              | "You Wanted the Best"                                  | Psycho Circus                         |
| 19 augusti 2009   | "Modern Day Delilah"                                   | Sonic Boom                            |
| 8 december 2009   | "Say Yeah"                                             | Sonic Boom                            |
| 8 juni 2010       | "Never Enough"                                         | Sonic Boom                            |

## Musikvideor
1975 - C'Mon and love me

1975 - Rock and roll all nite

1977 - I want you
 
1977 - Hard Luck Woman

1979 - Sure Know Something

1979 - I Was Made For Lovin' You

1980 - Shandi

1981 - I

1981 - A World Without Heroes

1982 - I Love It Loud

1983 - Lick It Up

1983 - All Hells Breakin' Loose

1984 - Thrills In the Night

1984 - Heavens On Fire

1985 - Tears Are Falling

1985 - Uh! All Night

1985 - Who Wants To Be Lonely

1987 - Crazy Crazy Nights

1987 - Reason To Live

1987 - Turn On The Night

1988 - (You Make Me) Rock Hard

1988 - Lets Put The X In Sex

1988 - Rock And Roll All Night

1989 - Rise To It

1989 - Hide Your Heart

1989 - Forever

1991 - God Gave Rock 'N Roll To You II

1992 - Unholy

1992 - I Just Wanna

1992 - Domino

1992 - Every Time I Look At You

1993 - I Love It Loud (Alive III)

1997 - Shout It Out Loud

1998 - Psycho Circus

2009 - Modern Day Delilah

## PC-spel
- Kiss Pinball
- Kiss Psycho Circus: The Nightmare Child (2000)